# Redonda chiquinquirana
La mariposa braquíptera de Mucubají (Redonda chiquinquirana) es una especie de mariposa, de la familia Nymphalidae, que fue descrita por J.R. Ferrer-Paris en el 2015, a partir de ejemplares provenientes de los páramos de la Sierra Nevada de Santo Domingo, en el estado Mérida, Venezuela. Durante muchos años se le consideraba una población de Redonda empetrus, pero la comparación de diferentes caracteres morfológicos ha confirmado su identidad como un taxón independiente.

## Distribución

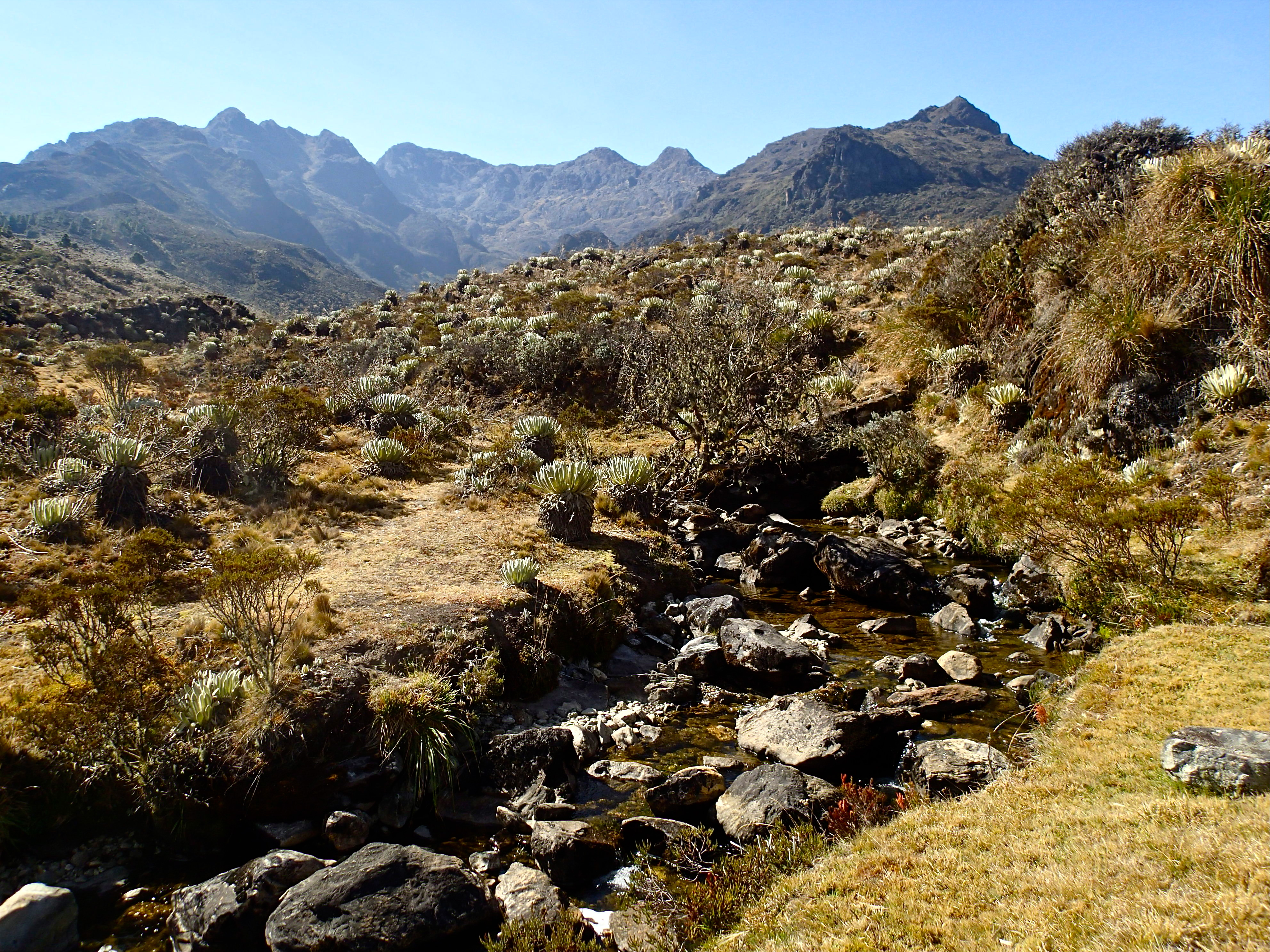
Vista del pico Mucuñuque desde el valle de morrena de la quebrada de Mucubají, Parque nacional Sierra Nevada (Venezuela).

R. chiquinquirana es una especie endémica de Venezuela, con una distribución extremadamente restringida. Se conoce exclusivamente de tres localidades (Quebrada de Mucubají, Laguna Grande y Laguna Negra), todas ellas en el sector de la Laguna de Mucubají del Parque nacional Sierra Nevada.

## Biología
Al igual que sus congéneres R. bordoni y R. frailejona muestra un marcado dimorfismo sexual en el tamaño de las alas, y las hembras presentan una mayor biomasa abdominal asociada a una gran producción de huevos.

## Plantas hospederas
No se conocen las plantas hospederas de R. chiquinquirana, pero se sospecha que las larvas de estas mariposas se alimentan de gramíneas y otras monocotiledóneas abundantes en los ecosistemas que habitan. No se ha logrado estudiar el ciclo de vida completo.

## Comportamiento y Ecología
Las poblaciones están asociadas a humedales parameros. Los machos de R. chiquinquirana tiene un marcado patrón de actividad matutino, pero aparentemente permanecen inactivos cuando las condiciones ambientales son desfavorables y en horas de la tarde.

## Etimología
El epíteto específico se deriva del segundo nombre del Dr. José Chiquinquirá Ferrer González, exrector de la Universidad del Zulia.

## Conservación
Las poblaciones de R. chiquinquirana se consideran vulnerables por su alto grado de especialización al medio ambiente páramo. A pesar de que se sospecha que sus larvas se alimentan de plantas altamente abundantes en su hábitat natural, la transformación de los páramos por el sobrepastoreo pueden cambiar las condiciones locales y extinguir poblaciones enteras, incluso dentro de áreas protegidas. De hecho, los ecosistema de alta montaña venezolanos se consideran igualmente amenazados según los criterios de listas rojas de ecosistemas.
R. chiquinquirana es considerada En Peligro (EN) debido a su distribución restringida, hábitat fragmentado y tendencias negativas en su distribución potencial.